# Communauté de communes du pays de Saint-Seine
La communauté de communes du pays de Saint-Seine (CCPSS) est une ancienne communauté de communes française, située dans le département de la  Côte-d'Or et la région Bourgogne.

## Historique
Créée en 1993, la communauté de communes du pays de Saint-Seine (CCPSS) fut l'une des premières communautés de communes créées en France. Elle a été mise en place avec la volonté de tous les élus du canton, et est maintenant connue et reconnue dans l’ensemble du département de la Côte-d’Or.
Elle est dissoute le 31 décembre 2013 pour fusionner avec la communauté de communes Forêts, Lavières et Suzon et former la communauté de communes Forêts, Seine et Suzon.

## Présentation
La CCPSS a pour objet d’associer des communes au sein d’un espace en vue de l’élaboration d’un projet commun de développement économique et d’aménagement de l’espace. La CCPSS regroupe les vingt communes du canton de Saint-Seine-l'Abbaye.
Depuis sa création, les délégués (deux par commune) travaillent en commission et participent aux nombreuses réalisations intercommunales pour :
- Proposer aux communes un service de qualité dans leur fonctionnement quotidien par l’organisation du secrétariat, par la préparation et le suivi des chantiers de voirie.
- Permettre aux communes de faire face aux nombreuses réglementations nouvelles qui s’imposent à elles : la gestion des déchets, le service public d'assainissement non collectif (SPANC), etc.
- Offrir aux habitants du canton des services qu’ils sont en droit d’attendre tels que la médiathèque, le pôle enfance, l’office de tourisme, etc.

La communauté de communes du pays de Saint-Seine est au service de toutes les communes et de tous les habitants du canton. À travers ses projets, elle s’engage sur l’avenir, dans la modernité, tout en préservant notre ruralité.

## Composition
La communauté de communes comportait vingt communes :
- Bligny-le-Sec
- Champagny
- Chanceaux
- Curtil-Saint-Seine
- Francheville
- Frénois
- Lamargelle
- Léry
- Panges
- Poiseul-la-Grange
- Poncey-sur-l'Ignon
- Pellerey
- Saussy
- Saint-Martin-du-Mont
- Saint-Seine-l'Abbaye
- Trouhaut
- Turcey
- Val-Suzon
- Vaux-Saules
- Villotte-Saint-Seine

## Administration
La CCPSS avait son siège à Saint-Seine-l'Abbaye.